# Turn Me On
Turn Me On é uma cançao do disc jockey francês David Guetta que serve como o quinto single oficial do quinto álbum de estúdio de Guetta, Nothing but the Beat. Apresenta os vocais da rapper trinidiana-americana Nicki Minaj. Escrita por David Guetta, Giorgio Tuinfort e Ester Dean, que anteriormente ajudou Minaj a co-escrever sua canção de maior sucesso, "Super Bass". A canção recebeu respostas mistas e favoráveis dos críticos. Foi adicionada em rádios dos Estados Unidos em 13 de dezembro de 2011. A canção está disponível no segundo álbum de estúdio de Minaj, Pink Friday: Roman Reloaded que estreou em 3 de abril de 2012.

## Antecedentes
"Turn Me On" foi escrita por Ester Dean, David Guetta e Giorgio Tuinfort. Em uma entrevista ao vivo para a revista Billboard, Guetta disse: "Estou muito orgulhoso do que fiz com Nicki, porque sabemos que ela canta aqueles raps loucos, mas em outra gravação que temos, ela está cantando como um homem. O mundo vai ficar chocado. Ninguém a conhece desse jeito." Para o portal do canal de televisão MTV, o disc jockey confirmou mais uma faixa do álbum com participação de Minaj e afirmou que ela estava cantando e não fazendo rap.

## Composição
"Turn Me On" é uma canção de clube de dança com andamento mediano, com batidas pesadas e apresentação vocal de Nicki Minaj. É a segunda faixa do álbum ‘Nothing but the Beat’ com participação de Minaj, junto com o single Where Them Girls At.

## Recepção da crítica
A canção recebeu opiniões mistas de críticos profissionais de música. Scott Schelter escreveu para o "Pop Dust", que "É legal que Guetta queira fazer um som diferente, mas diferente para ele soa como tudo o que estão fazendo no mundo da música dance. Ainda assim, tendo Minaj cantado a música vale a pena, mesmo que 'cantar' deva ser usado entre aspas porque há vários processamentos em sua voz." Al Fox do BBC Music redatou que "os melhores resultados vêm quando Guetta sem piedade arranca os artistas de sua zona de conforto – ter Minaj como ave canoras em 'Turn me On'." David Jeffries do portal musical Allmusic escreveu que "Nicki Minaj faz um striptease sobre a mesa de operação em 'Turn Me On'", escolhendo-a como uma das melhores faixas do álbum. Carol Cooper do Village Voice deu um comentário sobre sua voz, redatando que "em Turn me On, Nicki Minaj corajosamente se descola entre ela e [os estilos] das faixas de Madonna e Rihanna." Os pensamentos de Ken Capobianco e Cooper ecooaram como mesmos, escrevendo que "Nicki Minaj se entrega sólida cantando a faixa."
Joe Copplestone do PopMatters proporcionou uma crítica mista, redatando que "a canção apresenta um desempenho melódico e suspeito de Minaj, com ganchos que de alguma forma maciça a deixe fazer a transição de aberração para diva". Harley Brown do Consequence of Sound pensava que "os pulos da batida e os gritos dos sintetizadores eram mais reconhecidos como techno quintessência". Genevieve Koski do The A.V. Club foi mais negativa, escrevendo que na canção de Minaj é uma "disco diva sem cara". Outra revisão negativa veio de Becky Bain do Idolator, que rejeitou "A decisão de Guetta de levar uma das rappers mais emocionantes de hoje e não apenas tê-la fazendo rap, mas afongando-a em auto-tune."

## Vídeo musical

### Antecedentes e sinopse
O vídeo musical de "Turn Me On" foi filmado em novembro de 2011 com direção de Sanji. Uma prévia do vídeo foi divulgada em 27 de janeiro de 2012 com o lançamento oficial previsto para 31 de janeiro de 2012. No clipe, Guetta vive um cientista maluco criando sua própria "Nicki Minaj" com peças de sucatas. O cientista é mostrado dando os seus últimos retoques na boneca enquanto uns lábios de látex canta a canção. Assim que o refrão começa, pode-se perceber que a criação não está muito bem trabalhada. A pele da boneca é de plástico brilhante, totalmente nua, com ela se transformando lentamente em Minaj com aparência humana. Aparentemente satisfeito com a sua criação, Guetta libera-a para o mundo. Minaj vagueia pelas ruas que estão cheias de cobaias do cientista, com elas olhando enciumadas para a incrível e realista criação de Guetta. Algumas criaturas femininas vão até ao laboratório de Guetta, obrigando-o a dar uma aparência mais realista a elas, com algumas delas transformando-o em um homem de malha metálica. Enquanto isso, Minaj é rodeada na cidade por bonecos masculinos, desempenhando a canção ao mesmo tempo. Ao fim do vídeo, Minaj é vista montada em um cavalo, fugindo da cidade, enquanto algumas bonecas, que saiam do laboratório de Guetta, seguem ela.

### Recepção
O vídeo recebeu opiniões positivas de profissionais da música. Um editor da rádio 92.3 Now, se referiu ao vídeo como "essa merda é uma louca", depois relatando que o vídeo é exatamente o que Nicki Minaj é: uma artista visual, e finalizou confessando que amou o vídeo. Chauda, do portal Ill Vibes disse que "Turn Me On" é "mais quente do que quente" e que ela tinha certeza que a canção seria um sucesso, finalizando com parabenização à Guetta e sua "Minajestade" — um trocadilho de "majestade" com Minaj —.

## Apresentações ao vivo
David Guetta e Nicki Minaj apresentaram a canção pela primeira vez no American Music Awards 2011 como ato de abertura, logo em seguida o sucesso de Minaj, Super Bass com uma introdução da canção "Sweat", do rapper norte-americano Snoop Dogg. Também foi apresentada no Ano Novo de 2012 no Dick Clark's New Year's Rockin' Eve with Ryan Seacrest.

## Faixas e formatos
| Download digital |                                                |                                            |                                           |         |  |
| N.º              | Título                                         | Compositor(es)                             | Produtor(es)                              | Duração |  |
| 1.               | "Turn Me On" (com participação de Nicki Minaj) | Ester Dean, David Guetta, Giorgio Tuinfort | David Guetta, Giorgio Tuinfort, Black Raw | 3:19    |  |

| EP de remixes |                                                     |                                            |                                                            |         |  |
| N.º           | Título                                              | Compositor(es)                             | Produtor(es)                                               | Duração |  |
| 1.            | "Turn Me On" (Michael Calfan Remix)                 | Ester Dean, David Guetta, Giorgio Tuinfort | David Guetta, Giorgio Tuinfort, Black Raw, Michael Calfan  | 5:43    |  |
| 2.            | "Turn Me On" (David Guetta And Laidback Luke Remix) | Ester Dean, David Guetta, Giorgio Tuinfort | David Guetta, Giorgio Tuinfort, Black Raw, Laidback Luke   | 5:08    |  |
| 3.            | "Turn Me On" (Sidney Samson Remix)                  | Ester Dean, David Guetta, Giorgio Tuinfort | David Guetta, Giorgio Tuinfort, Black Raw, Sidney Samson   | 5:54    |  |
| 4.            | "Turn Me On" (JP Candela Remix)                     | Ester Dean, David Guetta, Giorgio Tuinfort | David Guetta, Giorgio Tuinfort, Black Raw, JP Candela      | 7:02    |  |
| 5.            | "Turn Me On" (Sebastien Drums Remix)                | Ester Dean, David Guetta, Giorgio Tuinfort | David Guetta, Giorgio Tuinfort, Black Raw, Sebastien Drums | 6:19    |  |
| 6.            | "Turn Me On" (Extended)                             | Ester Dean, David Guetta, Giorgio Tuinfort | David Guetta, Giorgio Tuinfort, Black Raw                  | 4:37    |  |

## Desempenho nas tabelas musicais
| Parada (2011)                                    | Melhor posição |
| ------------------------------------------------ | -------------- |
| Alemanha - Media Control Charts                  | 35             |
| Austrália - ARIA Charts                          | 14             |
| Áustria - Ö3 Austria Top 75                      | 16             |
| Canadá - Canadian Hot 100                        | 6              |
| Escócia - Scottish Singles Chart                 | 12             |
| Espanha - PROMUSICAE                             | 30             |
| Estados Unidos - Billboard Hot 100               | 4              |
| Estados Unidos - Billboard Pop Songs             | 10             |
| Estados Unidos - Billboard Dance/Club Play Songs | 1              |
| Finlândia - Suomen virallinen lista              | 20             |
| França - SNEP                                    | 54             |
| Irlanda - Irish Singles Chart                    | 11             |
| Noruega - VG-lista                               | 33             |
| Nova Zelândia - RIANZ                            | 33             |
| Reino Unido - UK Dance Chart                     | 4              |
| Reino Unido - UK Singles Chart                   | 20             |

### Certificações
| País                  | Certificação |
| --------------------- | ------------ |
| Austrália - ARIA      | 3× Platina   |
| Estados Unidos - RIAA | 2× Platina   |
| Reino Unido - BPI     | Ouro         |

### Tabelas de Fim de Ano
| Tabela musical (2012)                           | Posição |
| ----------------------------------------------- | ------- |
| Reino Unido - Official Charts Company           | 35      |
| Estados Unidos - Billboard Hot 100              | 35      |
| Estados Unidos - Billboard Hot Dance Club Songs | 11      |

## Histórico de lançamento
| País           | Data                   | Formato               |
| -------------- | ---------------------- | --------------------- |
| Estados Unidos | 13 de Dezembro de 2011 | Mainstream            |
| Estados Unidos | 13 de Dezembro de 2011 | Rhythmic contemporary |